# Fakószélű tejelőgomba
A fakószélű tejelőgomba (Lactarius fluens) a galambgombafélék családjába tartozó, Európában és Észak-Afrikában honos, bükkösökben élő, nem ehető gombafaj. 

## Megjelenése

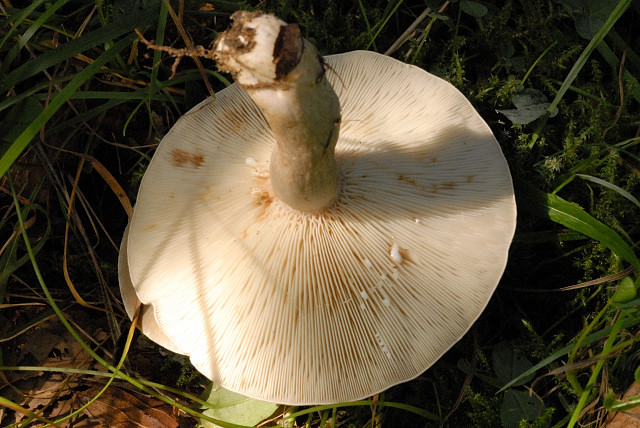
A fakószélű tejelőgomba lemezei

A fakószélű tejelőgomba kalapja 5-10 (15) cm széles, alakja fiatalon domború, majd hamar laposan kiterül; közepe bemélyedő. Felszíne sima vagy enyhén érdes, síkos. Színe agyagszürke vagy szürkés- világosbarnás, a közepe sötétebb, széle egészen világos lehet. Gyakran világos és sötétebb koncentrikus zónák váltják egymást a kalap teljes felszínén. Húsa fehéres, kemény. Sérülésre bőséges fehér tejnedvet ereszt, amely idővel megszürkül. Íze közepesen vagy erősen csípős és enyhén keserű; szaga nem jellegzetes.
Közepesen sűrű lemezei tönkhöz nőttek. Fiatalon sápadt krémszínűek, később krémszínűek lesznek, sérülésre barnán foltosodnak.
Spórapora halvány krémszínű. Spórája széles elliptikus vagy közel gömbszerű, felületén a tüskék hálózatosan összekötött tarajokká állnak össze, mérete 6,5-8 x 5-6,5 µm.
Tönkje 4-6 cm magas és 1,5-2,5 cm vastag. Alakja hengeres, felszíne sima. Színe fehéres, esetleg szürkés vagy rózsaszínes árnyalatú.

### Hasonló fajok
Hasonlít a zöldes tejelőgombához amelynek lemezei világosabbak, tönkje sötétebb színű. 

## Elterjedése és termőhelye
Európában és Észak-Afrikában honos. 
Gyertyános-bükkösökben, bükkösökben él, ahol a bükkfákkal alkot gyökérkapcsoltságot. Kora nyártól késő őszig terem. 
Nem ehető. 